# Érik Lamela
Érik Manuel Lamela (* 4. března 1992, Carapachay, Buenos Aires, Argentina) je argentinský fotbalový útočník a reprezentant, v současnosti působí v klubu Sevilla FC.

## Klubová kariéra
Dne 14. března 2021 vstřelil Lamela gól v North London derby proti Arsenalu v zápase Premier League. Gól, který vstřelil tzv. rabonou, nakonec nestačil ani na bod., Lamela byl v zápase po obdržení dvou žlutých karet vyloučen a Arsenal se tak mohl radovat z výhry 2:1. Tato branka byla zvolena nejkrásnějším gólem měsíce v Premier League a Lamela také získal ocenění za nejkrásnější gól celé sezóny. V lednu 2022 byla Lamelova rabona označena za nejlepší gól roku, a Lamela tak získal Cenu Ference Puskáse.

## Reprezentační kariéra
Zúčastnil se Mistrovství světa hráčů do 20 let 2011 v Kolumbii, kde Argentina vypadla ve čtvrtfinále s Portugalskem v penaltovém rozstřelu po výsledku 4:5 (po prodloužení byl stav 0:0).
Od roku 2011 je členem národního A-mužstva Argentiny, debutoval 25. května 2011 v přátelském zápase proti týmu Paraguaye (výhra 4:2).